# غرادينيان
غرادينيان، (بالفرنسية: Gradignan)‏،تنطق:(‎ɡʁadiɲɑ̃‏)، هي بلدية في إقليم جيروند، في جنوب غرب فرنسا.

## توأمة
لغرادينيان اتفاقيات توأمة مع كل من:
- بفونغسشتات
- فيغيرا دا فوز (1992 - 2000)